# Carlos André
Oséas Carlos André Almeida Lopes (Mossoró, 28 de outubro de 1938), conhecido pelo nome artístico de Carlos André, é um cantor, produtor e compositor de música popular brasileira..

## Biografia
Em 1959, fundou o Trio Mossoró, no qual canta com seus irmãos, Hermelinda Lopes e João Mossoró. Foi também um dos diretores e produtores das gravadoras Continental, Copacabana, RCA, Tapecar e Beverly Som.
Além de cantor, foi também produtor musical de vários cantores, entre eles Luiz Gonzaga, Cauby Peixoto, Vanusa, Lana Bittencourt, Bartô Galeno, Luiz Ayrão, Orlando Dias, Silvinho, Odair José, Fernando Mendes, Balthazar, Paulo Diniz e Adílson Ramos.
Atualmente trabalha como representante da Socinpro (Norte e Nordeste) e reside no Recife.

## Discografia
- ”Seleção de ouro. 20 sucessos”
- ”20 super sucessos”
- ”Seleção de ouro”
- ”Popularidade”
- ”Para recordar e xamegar”
- ”Não te esquecerei”

## Links
- Carlos André - Dicionário Cravo Albin da Música Popular Brasileira (em português)